# 観音寺 (飯能市)
般若山 長寿院 観音寺（はんにゃさん ちょうじゅいん かんのんじ）は埼玉県飯能市の真言宗智山派の寺院である。
本尊は如意輪観世音菩薩・不動明王ほか。

## 武蔵野七福神
武蔵野七福神の1寺であり、不動堂に寿老人が安置されている。

## 白象
鐘撞き堂には第二次世界戦争中、鐘が供出されてしまったため堂のみが残されていたが、昭和40年頃に飯能銀座のせんべい店「亀屋」の店主が張り子の象を制作し、のちに観音寺の堂に収められて現在に至っている。公式ページには象にまつわる仏教説話が語られている。。なお飯能周辺にはかつてアケボノゾウが生息していて、入間市と飯能市境の入間川沿いでは化石も産出されている。
漫画・アニメヤマノススメにはこの白象が何度も登場することから、現在ではアニメのシーンを描いた看板が置かれ、絵馬が飾られるスペースもある。寺では各キャラクターを描いた絵馬も販売している。地元の子供だけでなく、この象をめあてに訪れるヤマノススメファンも多い。

## 飯能鬼子母神
飯能鬼子母神は鬼子母神とゆかりの深いザクロが飯能の名産だったため、飯能商工会議所と協力して平成19年11月に設置された。寺の東側にあり、顔出し看板なども置かれている。

## 歴史
1867年（慶応4年）の飯能戦争で、智観寺・心応寺などともに、幕府軍(振武軍)が立てこもった寺の1つである。
1950年代まではサーカスが催されていた。
かつて境内には、同寺が運営する昭和28年開園の飯能幼稚園があったが、平成15年に新園舎が建設され北側に移転した。

## ギャラリー

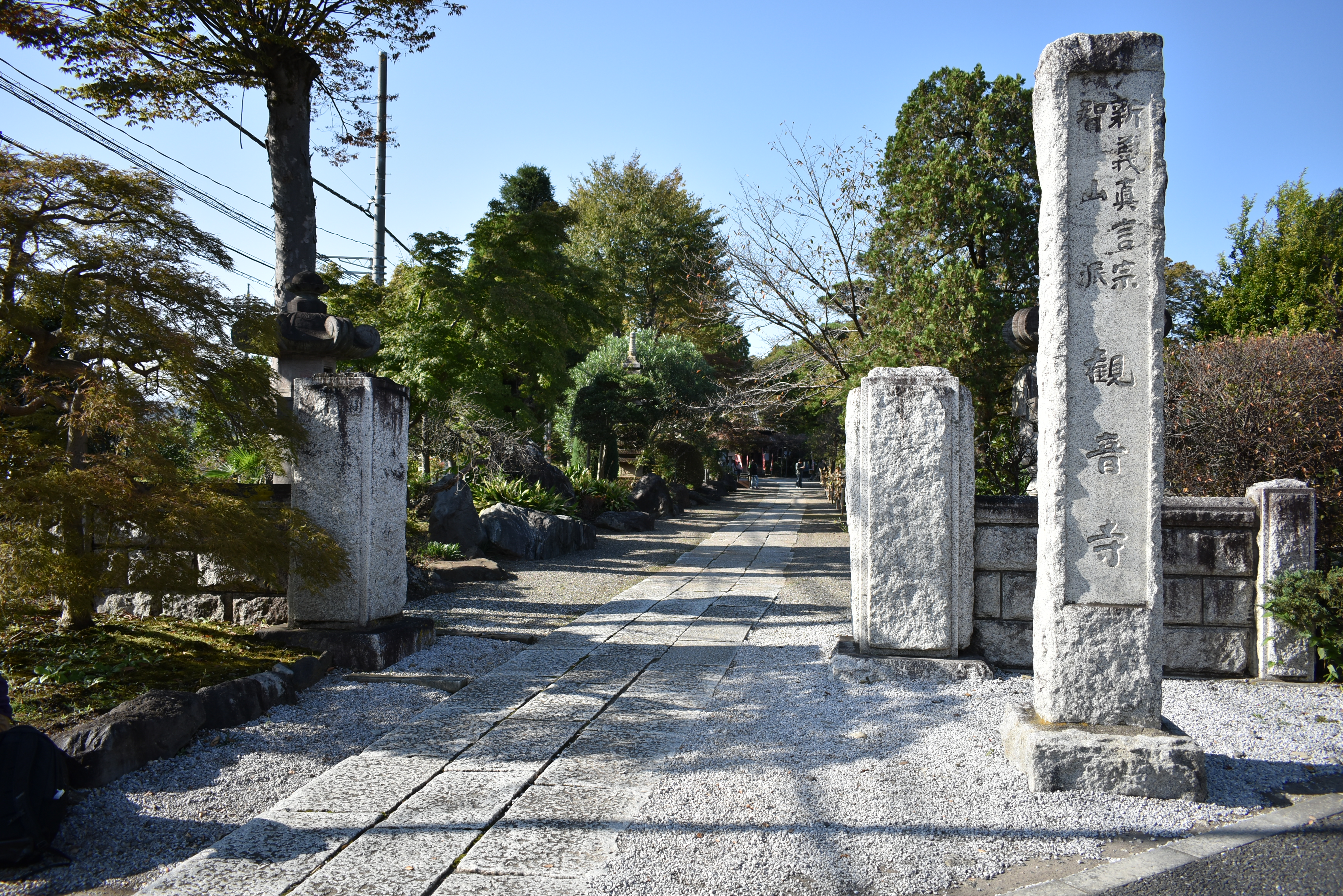
公道より山門を見る（2019年11月2日撮影）
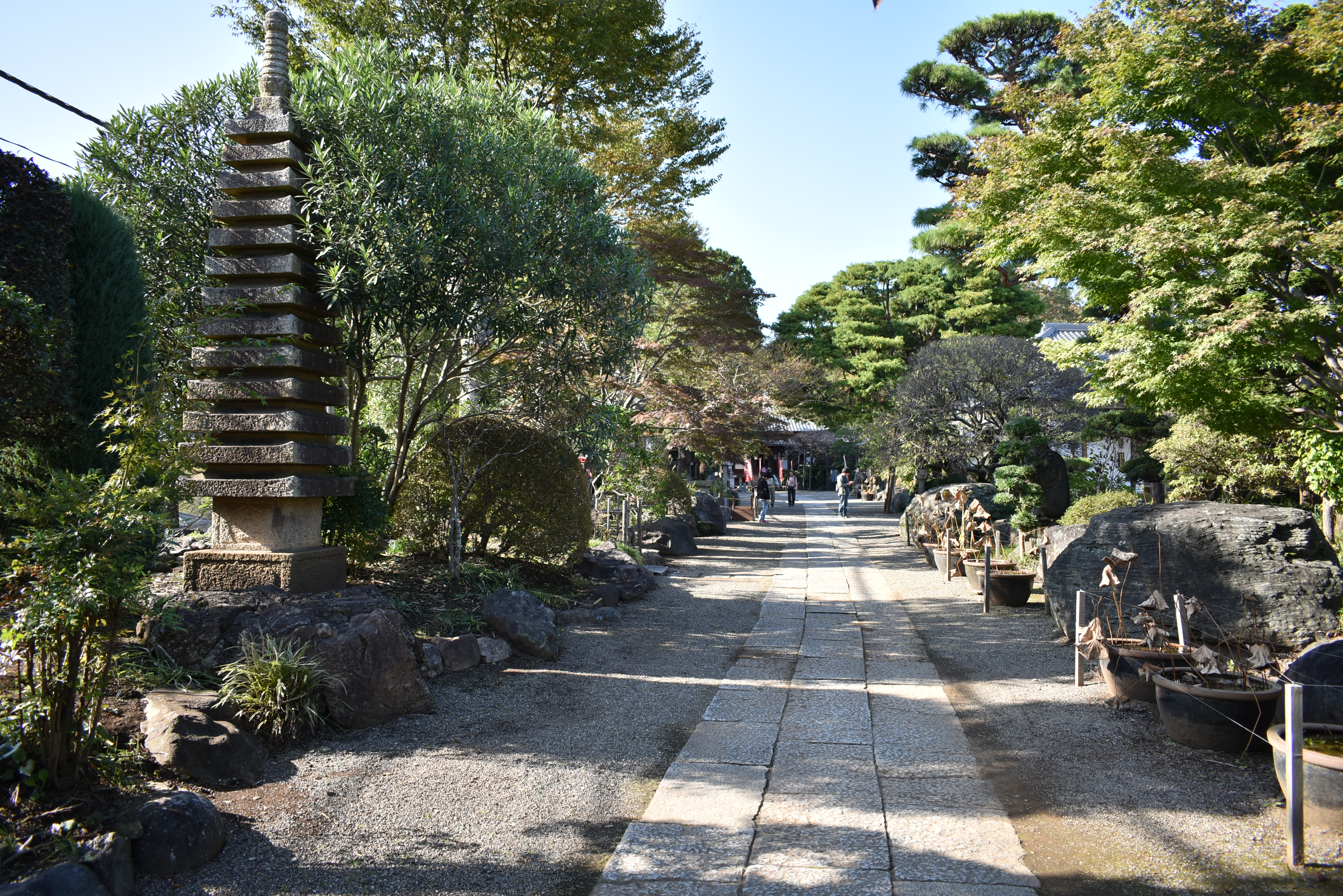
参道（2019年11月2日撮影）
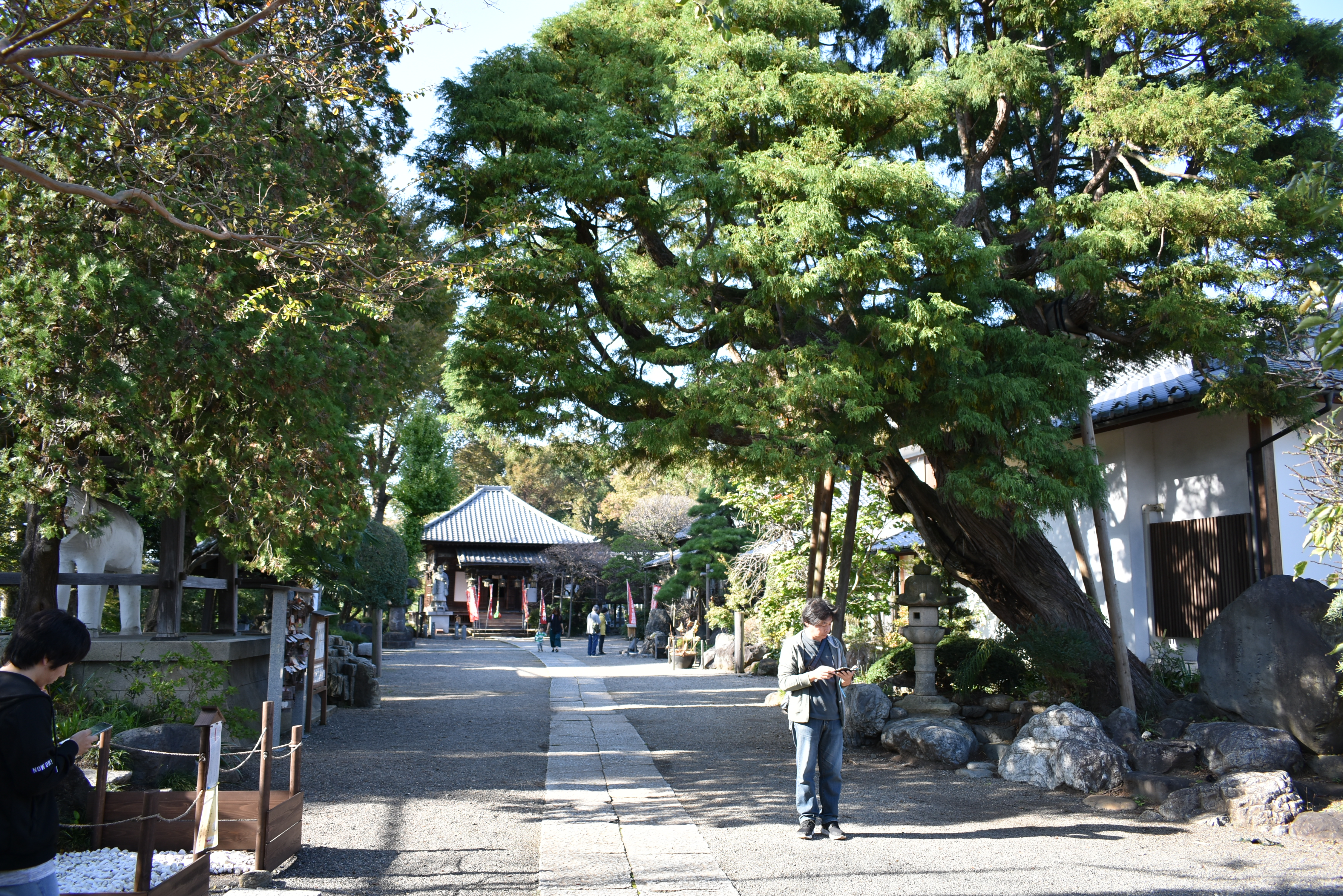
参道（2019年11月2日撮影）
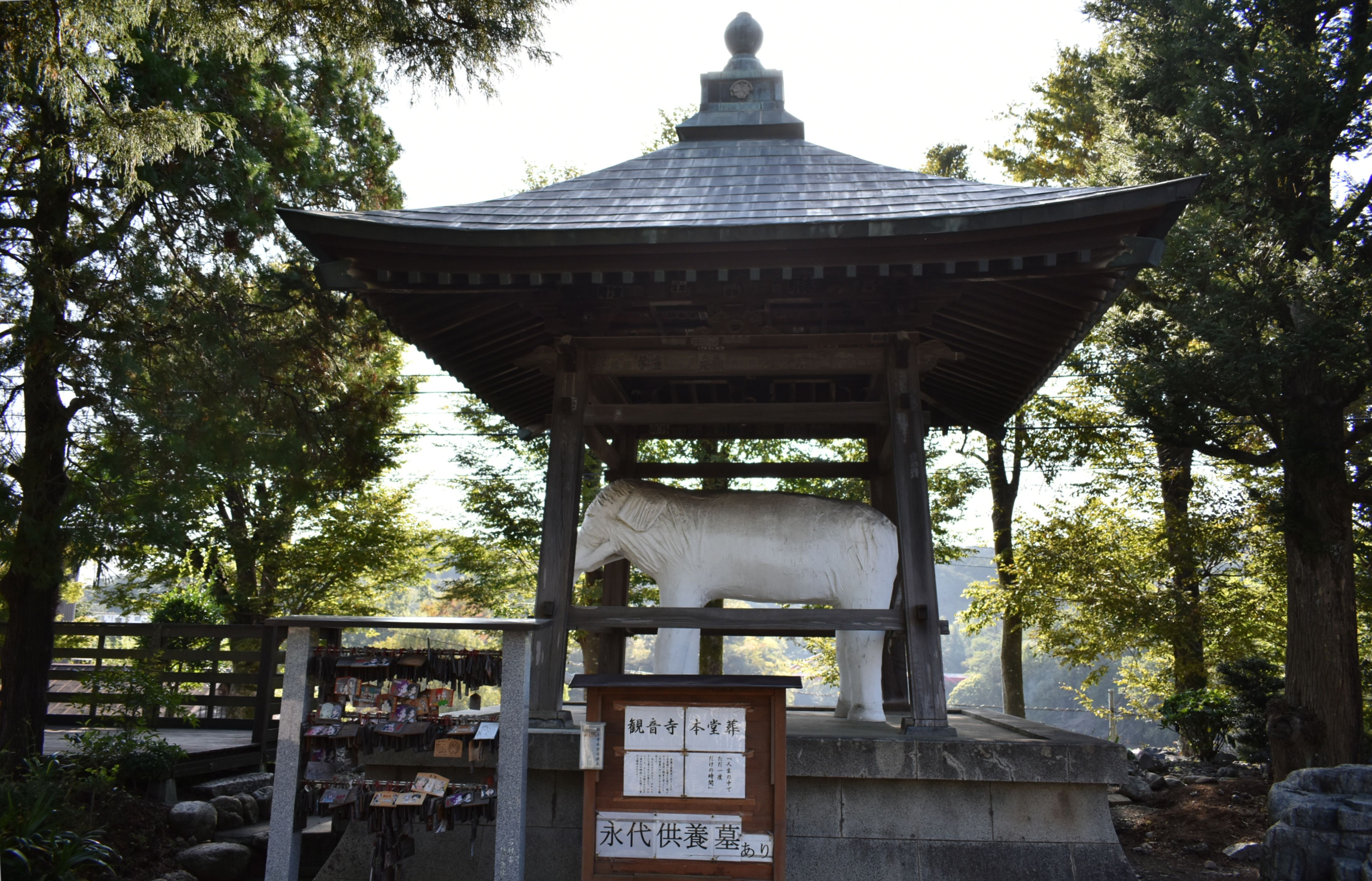
鐘楼（2019年11月2日撮影）
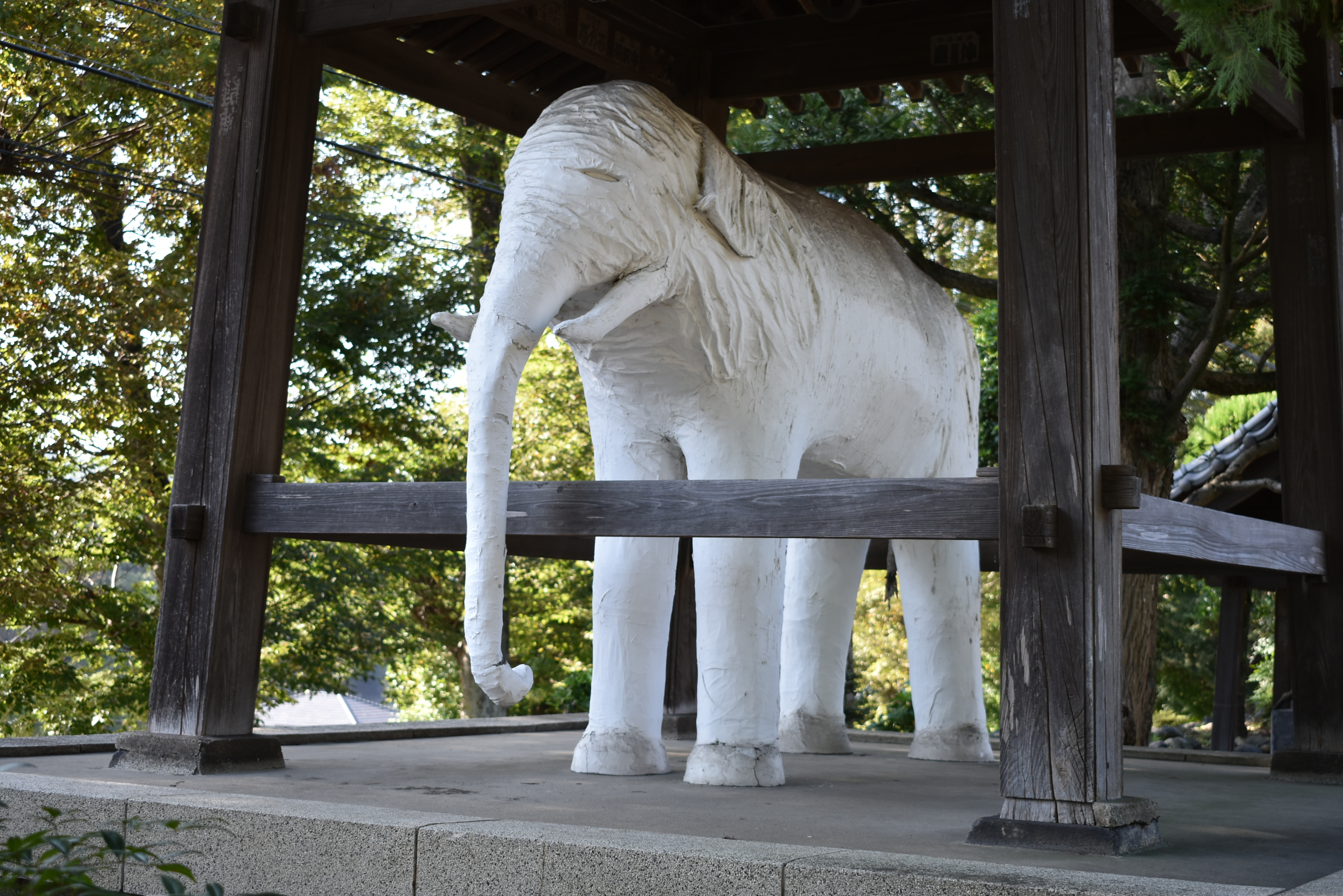
鐘楼の白象（2019年11月2日撮影）
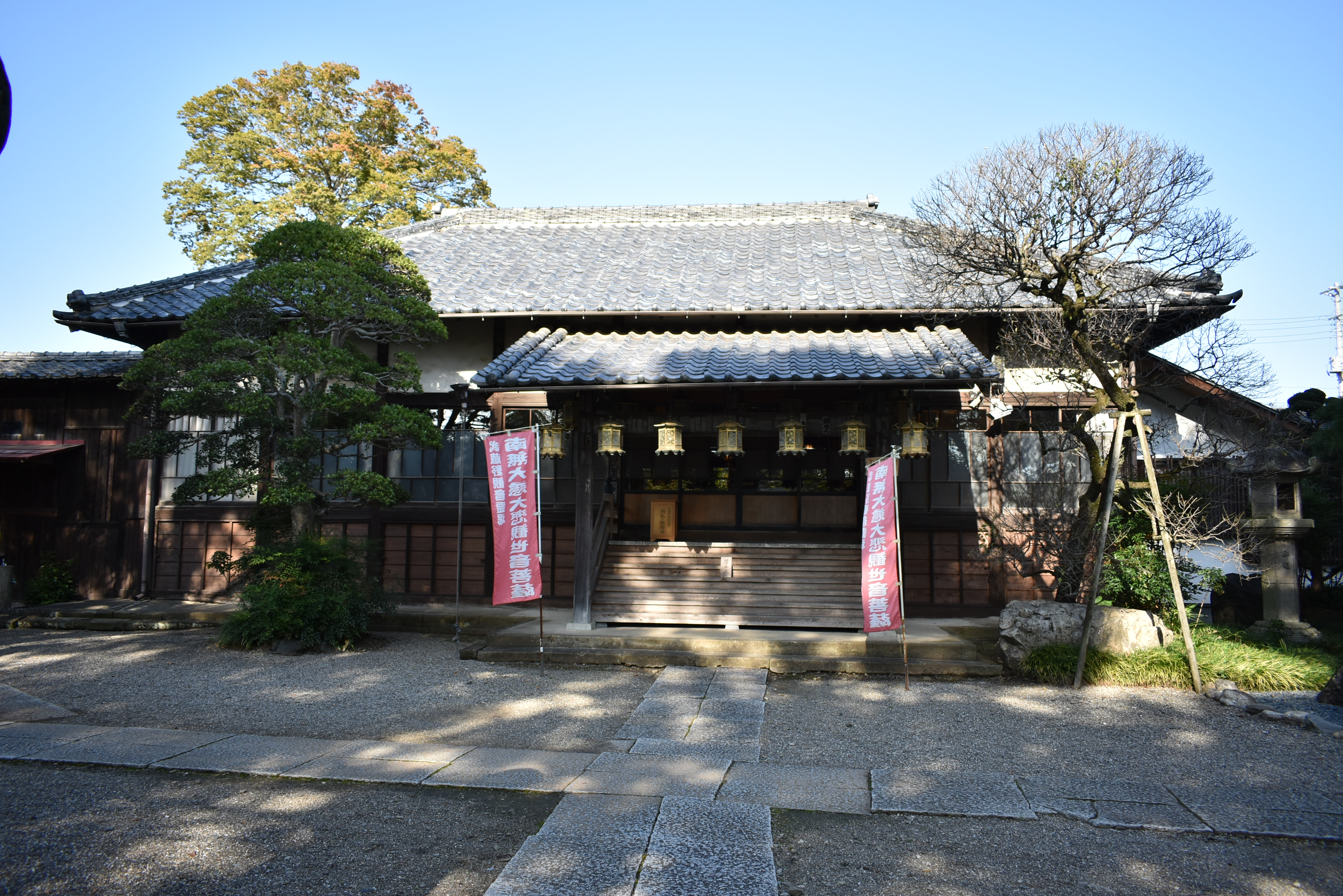
本堂（2019年11月2日撮影）
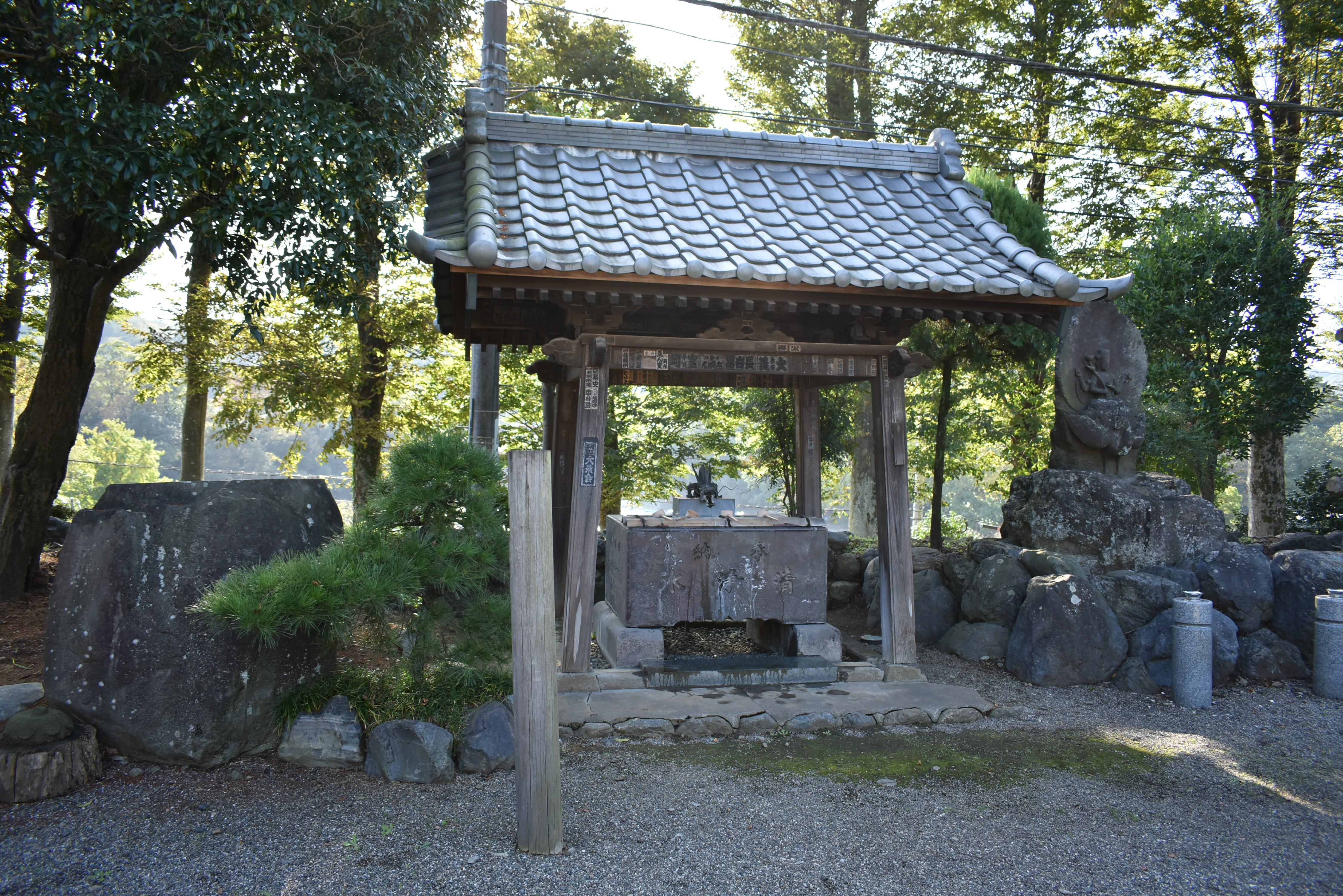
手水舎（2019年11月2日撮影）
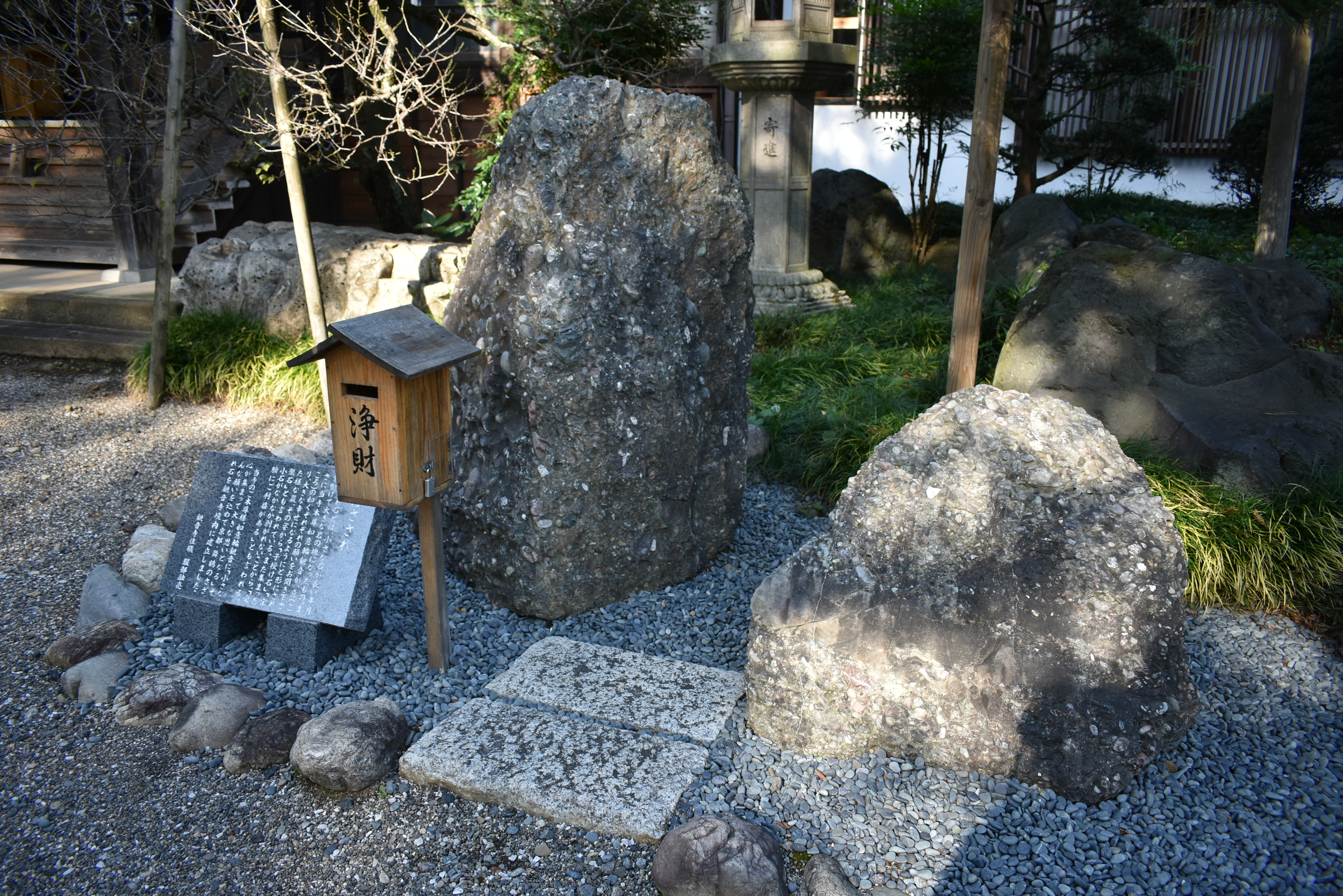
さざれ石（2019年11月2日撮影）

## アクセス
- 飯能河原バス停より徒歩1分（国際興業バスが飯能駅から運行）
- 飯能駅より徒歩20分
- 寺の東側には駐車場がある